# Sesso di gruppo

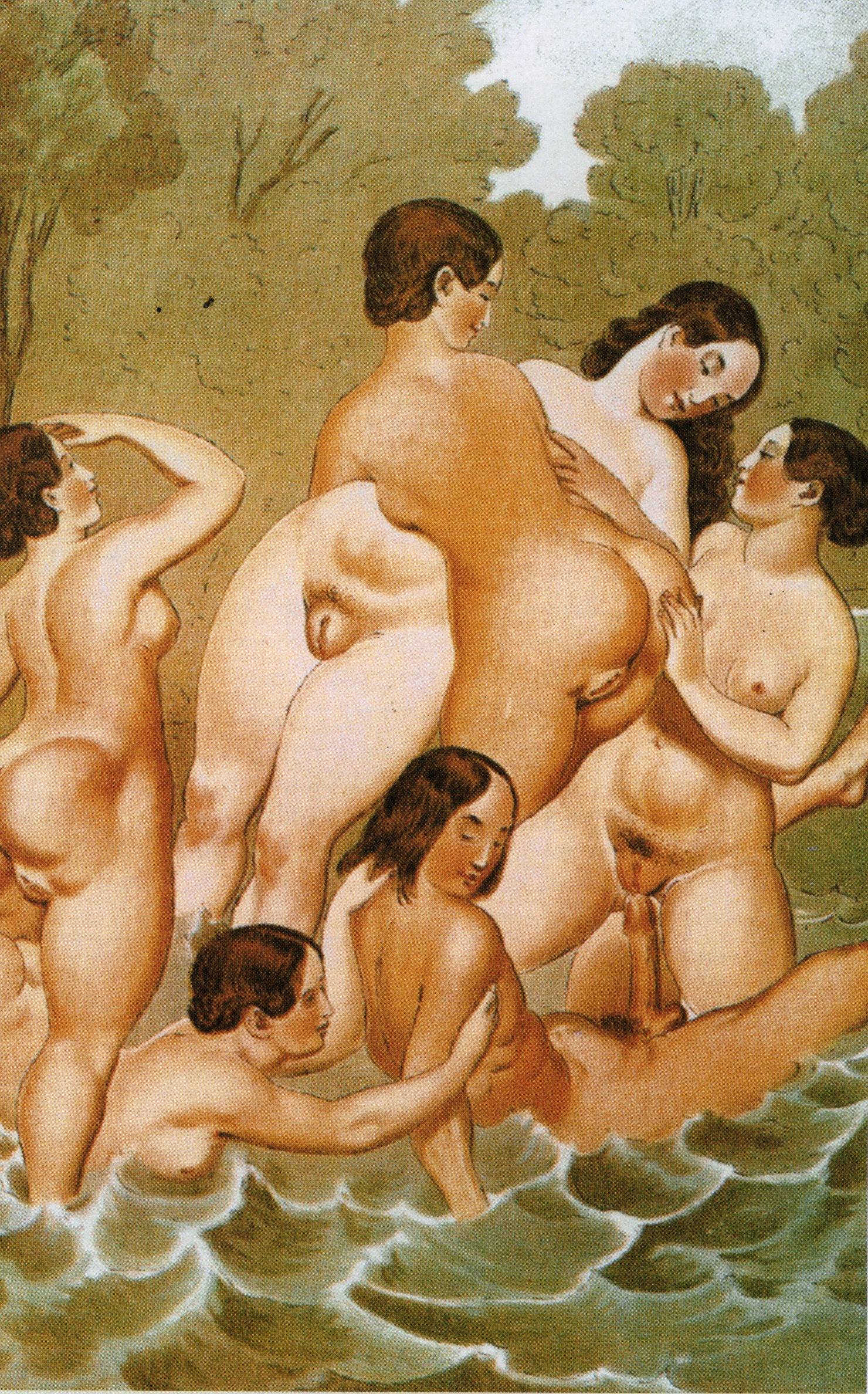
Peter Fendi - Scena erotica

Il sesso di gruppo è un'attività sessuale a cui partecipano almeno tre persone. Talvolta per riferirsi al sesso di gruppo si usa colloquialmente la parola orgia, che però in senso proprio indica una cerimonia collettiva non necessariamente attinente alla sfera sessuale.

## Pratiche sessuali di gruppo

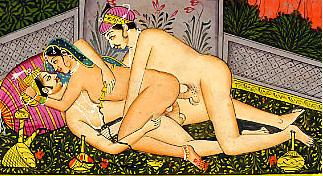
Rappresentazione di sesso di gruppo del Kāma Sūtra

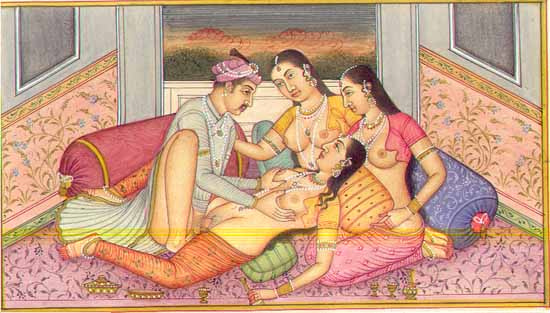
Illustrazione dal Kama Sutra

Il sesso di gruppo può avere luogo anche senza alcuna penetrazione, ad esempio con la pratica della mutua masturbazione, del sesso orale o di altre forme di stimolazione. Le penetrazioni, se praticate, possono essere multiple, ovvero prevedere forme di amplesso multiplo, sia eterosessuale che omosessuale.

## Tipologie

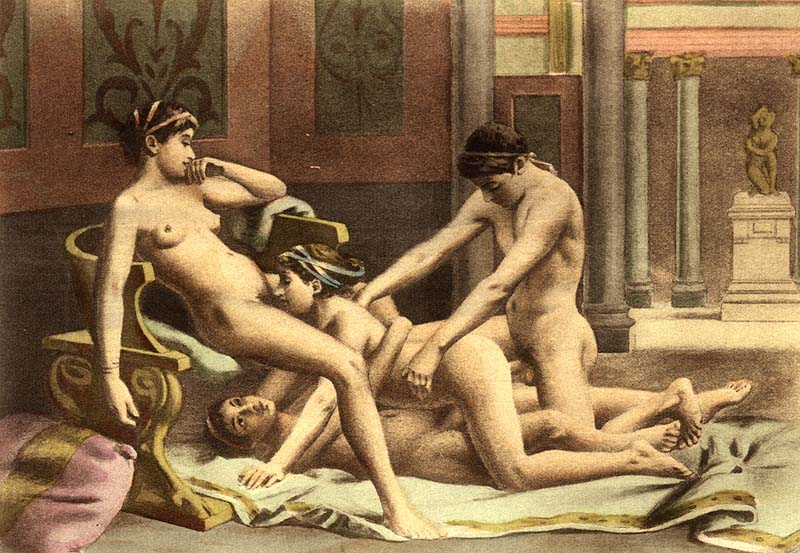
Illustrazione di un incontro a quattro di Édouard-Henri Avril

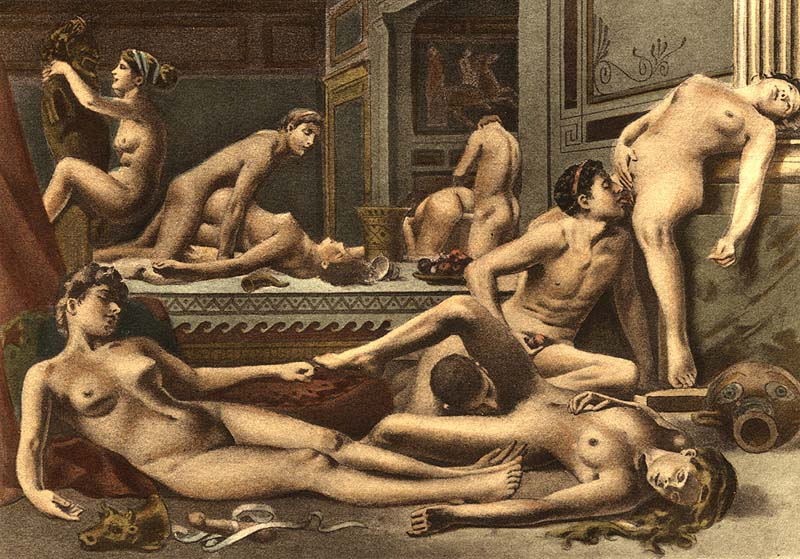
Illustrazione di un'orgia di Édouard-Henri Avril

Tra le pratiche sessuali di gruppo meno usuali ci sono:
- la gang bang: (ammucchiata) è una pratica sessuale con rapporti uno a molti, in cui il soggetto protagonista è al centro dell'attenzione di tutti i partecipanti
- il bukkake: è una pratica sessuale in cui più uomini eiaculano, a turno oppure insieme, su una donna o su un uomo in ginocchio
- il tickling: è una tecnica di gruppo che fa parte del complesso di pratiche BDSM, in cui una o più persone, previo consenso, vengono sottoposte da altre persone a sessioni intense di solletico. La persona solleticata è immobilizzata, per inibirne le reazioni di opposizione.